# Clifton (Nova Iorque)
Clifton é uma cidade no Condado de St. Lawrence, Nova Iorque, Estados Unidos. A população era de 675 habitantes no censo de 2020. O nome da cidade é uma homenagem a uma empresa de mineração.
A cidade de Clifton fica na parte sul do condado, dentro do Parque Adirondack.

## História
Os primeiros colonos chegaram para trabalhar na Mina de Ferro de Clifton por volta de 1866, que construiu seu primeiro forno de ferro no mesmo ano.
A cidade foi formada em 1868 a partir da cidade de Pierrepont. A primeira reunião da cidade foi realizada no escritório da Mina de Ferro de Clifton.
Os primeiros habitantes chegaram para trabalhar nas minas locais.